# Johannes Stössel

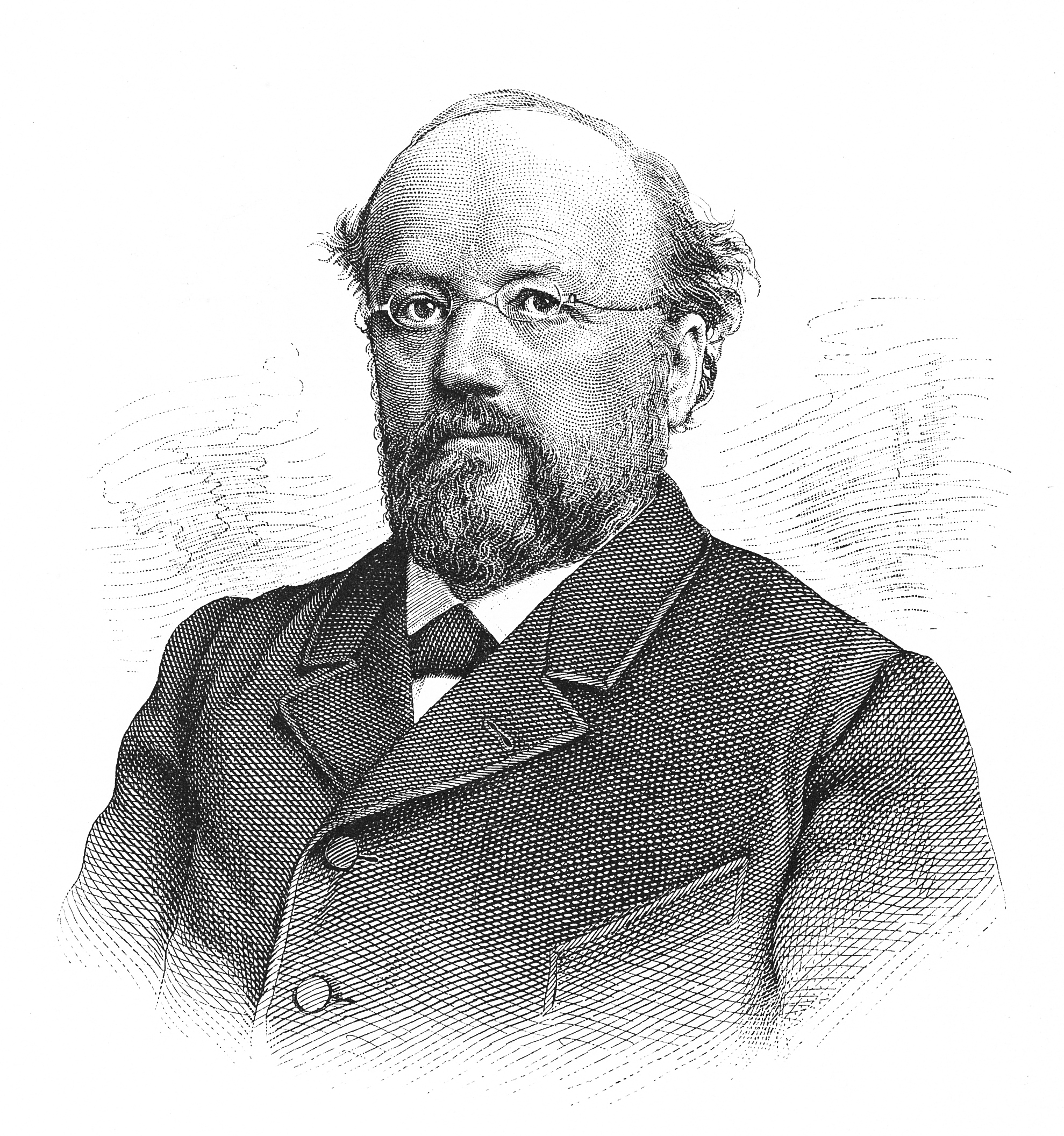
Johannes Stössel (um 1895)

Johannes Stössel (* 8. Mai 1837 in Bettswil (Gemeinde Bäretswil); † 7. November 1919 in Rüschlikon; heimatberechtigt in Bäretswil) war ein Schweizer Politiker (DP, später FDP).

## Biografie

### Studium und berufliche Laufbahn
Der Sohn eines Kleinbauern absolvierte nach dem Besuch des Lehrerseminars Küsnacht ein Studium der Rechtswissenschaften an der Universität Zürich. Nach der Promotion wurde er 1861 Privatdozent für Nationalökonomie an der Hochschule Zürich sowie an der Eidgenössischen Polytechnischen Schule. Bereits im folgenden Jahr wurde er Sekretär des Eidgenössischen Statistischen Büros und übte dieses Amt bis 1869 aus. Ausserdem war er von 1864 bis 1869 Redaktor der Zeitschrift für Schweizerische Statistik sowie zeitweise Präsident der Statistisch-Volkswirtschaftlichen Gesellschaft der Schweiz.
Als einer der führenden Persönlichkeiten der Demokratischen Bewegung im Zürcher Oberland war er von 1869 bis 1873 Statthalter des Bezirks Hinwil. Zugleich wurde er 1869 Verwaltungsratspräsident der neugegründeten Schweizerischen Volksbank. Anschliessend war er von 1873 bis 1875 Erster Staatsanwalt.

### Politische Laufbahn

#### Im Kanton Zürich
1875 wurde er zum Mitglied des Regierungsrates des Kantons Zürich gewählt, dem er ununterbrochen bis 1917 angehörte und dadurch mit 42 Jahren die längste Amtszeit in dessen Geschichte erreichte. Während dieser Zeit war er siebenmal Regierungsratspräsident und zwar in den Jahren 1880/81, 1884/85, 1890/91, 1894/95, 1899/1900, 1906/1907 sowie 1913/14.
Zunächst war er in der Kantonsregierung Direktor für Justiz und Polizei und anschliessend 1877 bis 1878 Direktor des Erziehungswesens. Nach einer sechsjährigen Amtszeit als Direktor des Innern war er von 1884 bis 1888 erneut Direktor für Justiz und Polizei und danach bis 1893 Direktor des Erziehungswesens. Daraufhin übernahm er bis 1899 das Amt des Direktors der Finanzen, ehe er bis 1905 wiederum Direktor für Justiz und Polizei war. Zwischen 1905 und 1911 bekleidete er wieder das Amt des Direktors der Finanzen und danach bis 1914 des Direktors des Innern und Gefängniswesens. Zuletzt war Stössel von 1914 bis 1917 Direktor des Gesundheits- und Armenwesens. Neben dem späteren Bundesrat Walter Hauser war er in den 1880er Jahren der führende Politiker im Zürcher Regierungsrat.

#### Auf nationaler Ebene
Gleichzeitig war Stössel auch in der Bundespolitik tätig: Nach den Parlamentswahlen 1878 gehörte er bis 1891 dem Nationalrat an, danach bis 1905 dem Ständerat. Nach den Nationalratswahlen 1881, die zu einem Sieg der Radikalen führten, sollte er ursprünglich als Nachfolger von Johann Ulrich Schiess Bundeskanzler werden. Letztlich scheiterte diese Planung jedoch und Gottlieb Ringier wurde Bundeskanzler. Als Nachfolger von Georges Favon war er vom 2. Dezember 1884 bis zum 1. Juni 1885 Nationalratspräsident.
In den Jahren 1897/1898 war er Präsident der FDP Schweiz und im Anschluss daran bis 1904 Präsident des Zentralvorstandes der FDP.
Darüber hinaus war Stössel von 1882 bis 1886 Präsident der Gemeinnützigen Gesellschaft des Kantons Zürich. Von 1885 bis 1897 präsidierte er den Schweizerischen Gewerbeverband. Daneben war er 1897 Gründer und bis zu seinem Tod Präsident des Zürcher-Oberländer Vereins.